# Chiesa dei Santi Apostoli (Atene)
La chiesa dei Santi Apostoli, nota anche come Santi Apostoli di Solaki (in greco : Άγιοι Απόστολοι Σολάκη?) o Agli Apostoli (in greco Αγιοι Αποστολοι Αθηνα?), è ubicata nell'Agorà di Atene e può essere datata intorno al X secolo.

## Storia

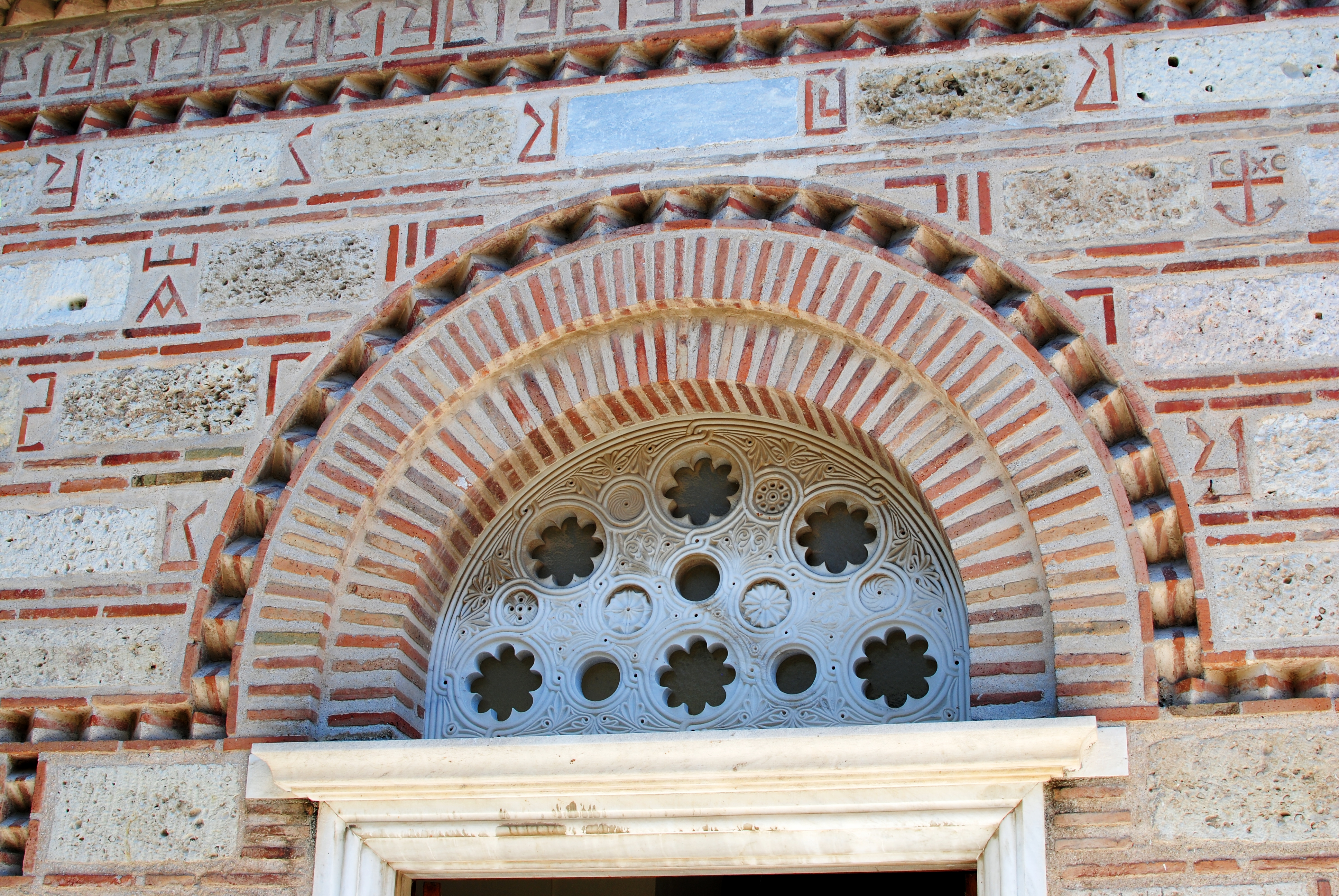
Dettaglio della porta di accesso.

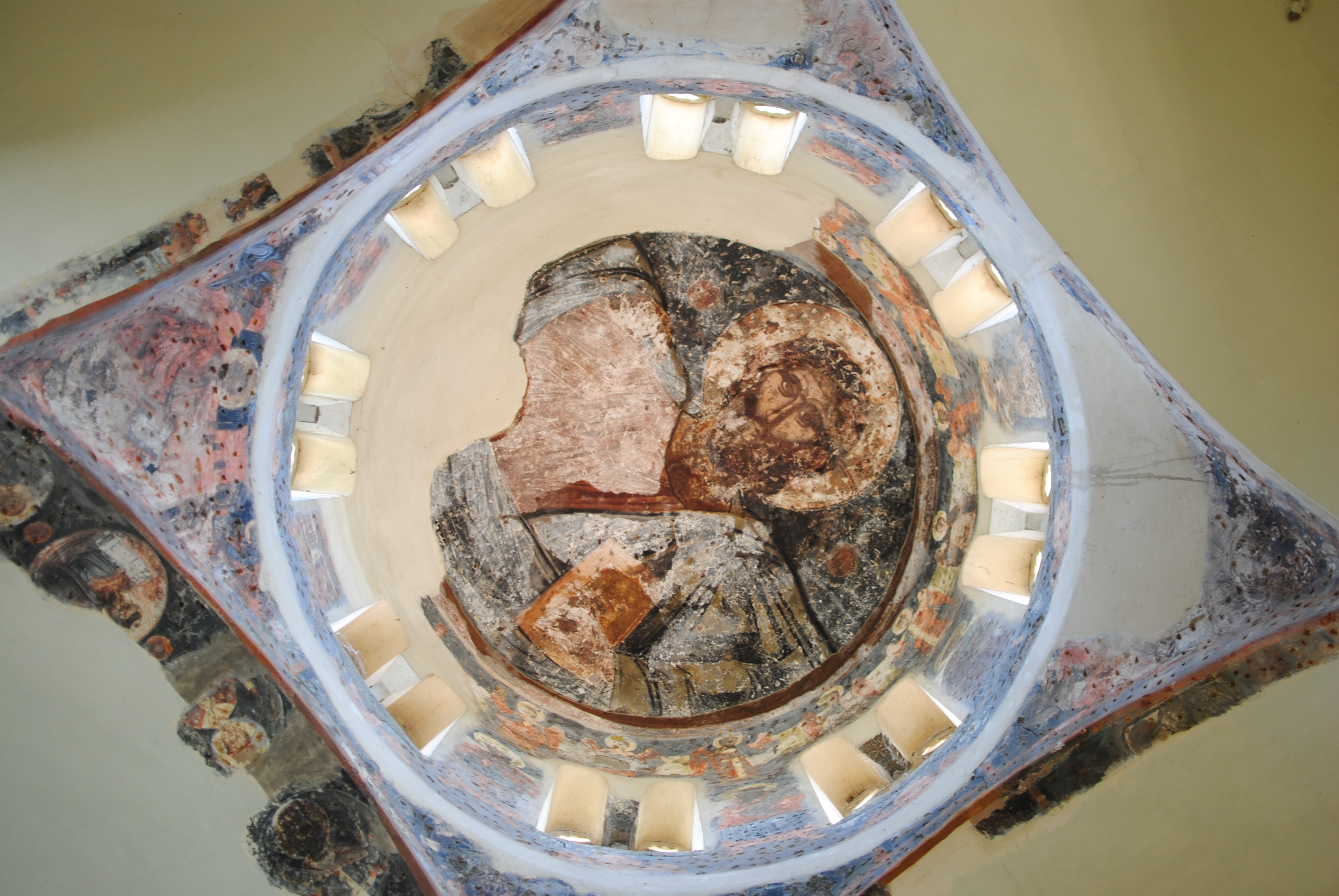
Particolare del soffitto.

"Solakis" potrebbe essere il nome della famiglia che ha finanziato una ristrutturazione successiva della chiesa, o provenire da "Solaki" l'area densamente popolata intorno alla chiesa nel XIX secolo.
La chiesa assume un particolare significato per essere il solo monumento dell'Agorà di Atene, oltre al Tempio di Efesto, a pervenire intatto e per la sua architettura. Fu la prima chiesa importante costruita a Atene, appartenente al periodo medio Bizantino, che segna l'inizio del cosiddetto "tipo ateniese", il quale unisce con successo i semplici quattro pilastri con la croce greca. La chiesa è stata costruita in parte su un Nymphaion del II secolo ed è stata restaurata alla sua forma originale tra il 1954 e il 1957.
Dall'osservazione dei diversi restauri e ricostruzioni, si possono distinguere quattro fasi edilizie diverse. La planimetria originale è una croce con abside su quattro lati e un nartece sul lato ovest, con quattro colonne di sostegno della cupola. L'altare e il pavimento erano originariamente in marmo. Le piastrelle sulle pareti esterne hanno motivi decorativi cufici.
Alcuni affreschi superstiti della navata centrale risalgono al XVII secolo, mentre dipinti provenienti da chiese vicine sono stati collocati all'interno della chiesa.